# Ахмедов, Ахмад Магомедович
Ахмад (Ахмед) Магомедович Ахмедов (род. 1 июля 1975) — российский и украинский спортивный деятель, тренер по кикбоксингу многих чемпионов России, Европы и мира. Заслуженный тренер России. Тренировал 16 чемпионов мира. Президент Федерации профессионального кикбоксинга Украины «К-1». С 2022 года — участник отражения вторжения России на Украину, президент Всеукраинского Конгресса народов Дагестана. Российскими силовиками обвиняется в государственной измене.

## Биография
Являлся главным тренером сборной Дагестана по кикбоксингу в разделе фул-контакт. Тренировал в кизлярской школе «Матадор». В 2013 году работал директором МКОУ ДОД «ДЮСШ» Кизлярского района, был организатором и судьёй двух соревнований РД по кикбоксингу и одного по армспорту.
По состоянию на 2013 год, был тренером семерых мастеров спорта международного класса, среди которых Башир Таждинов, Раджаб Алиев, Магомед Саидов и другие. К 2022 году воспитал 16 чемпионов мира.
С 2017 года живёт на Украине, назначен президентом Федерации профессионального кикбоксинга Украины «К-1». В 2022 году во время Вторжения России на Украину, несмотря на то, что у него был только российский паспорт и семья находится на территории России, вступил в тероборону Украины, записался в Добровольческий батальон «Хорт», участвовал в обороне Киева. Перешёл в Дагестанский добровольческий батальон имени имама Шамиля, назначен заместителем командира батальона, участвовал в обороне Бахмута. Возглавил Всеукраинский Конгресс народов Дагестана.
22 ноября 2023 года стало известно, что против Ахмедова в России возбуждено уголовное дело, его подозревают в государственной измене.

## Семья
Женат, есть двое детей, живут в Дагестане.